# Острови Торонто
Острови Торонто (англ. Toronto Islands) — пасмо з 15

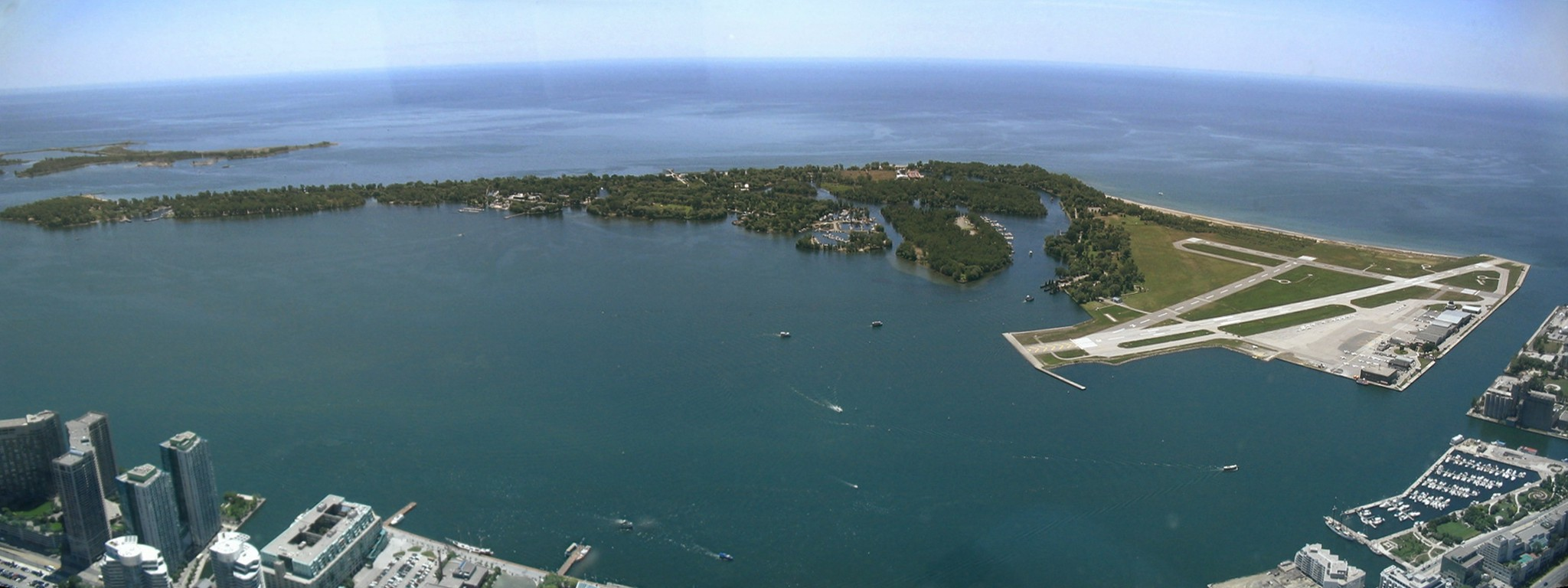
Краєвид на острови Торонто з вежі CN Tower

невеликих островів на озері Онтаріо на південь від центру Торонто, Канада. Острови використовуються як парково-рекреаційна зона та адміністративно належать до району Старого Торонто. За походженням це був півострів, який був відділений від материка припливними хвилями річки Дон під час сильного шторму в 1858 році. За останні десятиліття територія островів була значно розширена меліораційними заходами. Територія, охоплена островами, історично була головним портом міста Торонто на озері Онтаріо, доки порт не втратив свого значення. В 1980-х роках територія колишнього порту і складів була перепланована і стала рекреаційно-культурним кварталом-набережною Гарборфронт. У північно-західному куті островів розташований міський (регіональний) Міський аеропорт Торонто ім. Біллі Бішопа (англ. Billy Bishop Toronto City Airport).
Вже на початку 19 ст. було помічене велике значення островів Торонто як для перелітних птахів, так і для жителів міст, які потребували відпочинку. Щорічно на острови Торонто припливають поромами понад 1,2 мільйона відвідувачів. На Гібралтар-Пойнті розміщується найстаріша пам'ятка Торонто, побудована в 1832 році, маяк Гібралтар-Пойнт.

## Об'єкти архіпелагу
Архіпелаг в основному використовується для відпочинку та задля туристичних об'єктів. На островах є кілька об'єктів:
Парк відпочинку
У центральному пункті є парк розваг (Centerville) для дітей. Він був відкритий у 1967 році і має невеликий дитячий потяг, інші атракціони та ресторани. У літні місяці парк відкритий щодня.
Пляжі

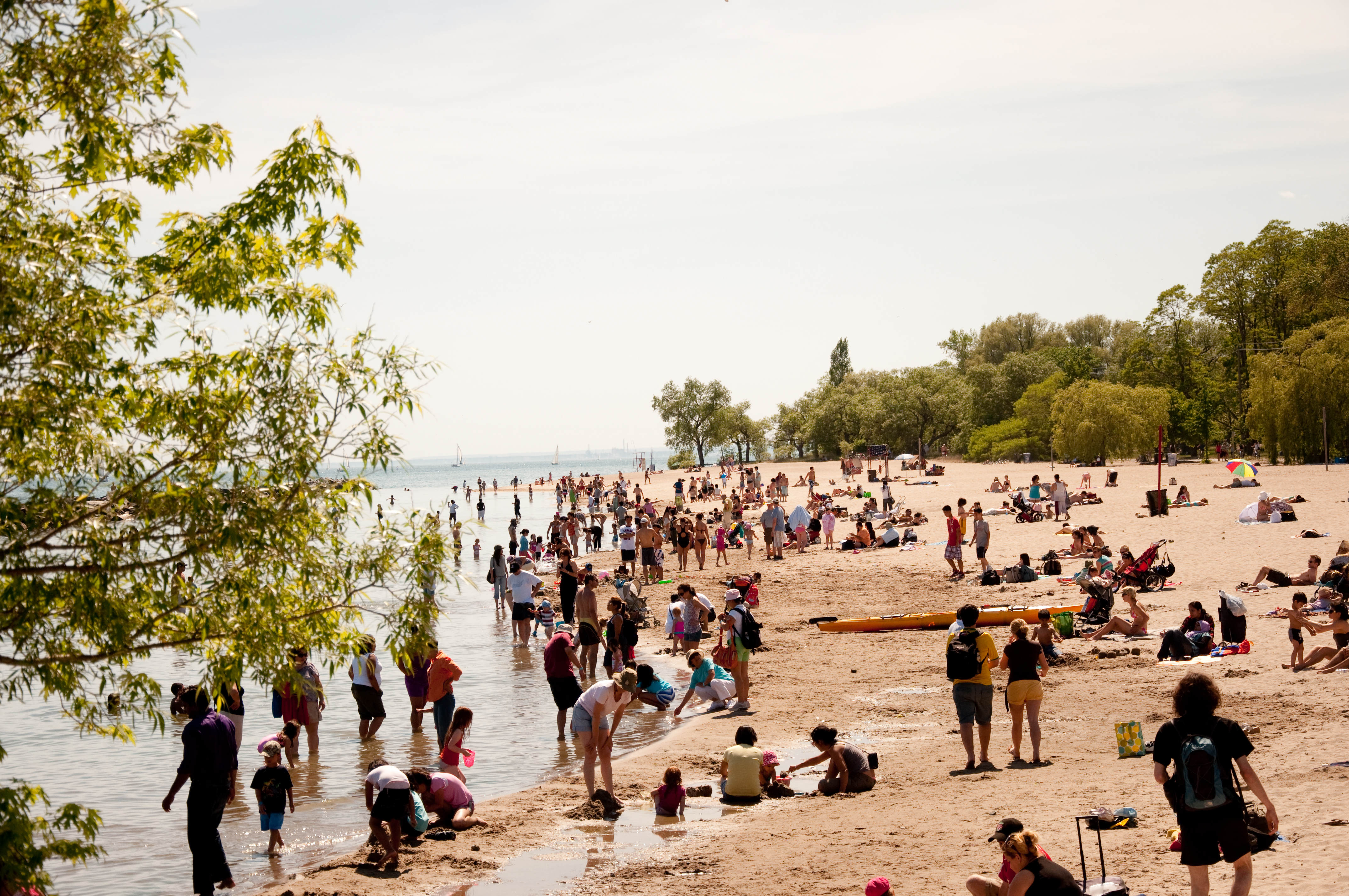
Пляж на острові Торонто (2010)

На острові є кілька пляжів, зокрема Пляж Центр-Айленду, Пляж Маніту, Пляж Гібралтар-Пойнт, Пляж Ганлан-Пойнт і Пляж Острова Вард. Один з усамітнених пляжів вважається нудистським.
Яхт-клуби
На острові є чотири яхт-клуби: Harbour City, Island Yacht Club, Queen City Yacht Club і Royal Canadian Yacht Club. Крім того, кілька менших клубів, таких як Toronto Island Sailing Club, Sunfish Cut Boat Club та Toronto Island Canoe Club. Традиційно щороку проводиться Міжнародний фестиваль перегонів на човнах-драконах.
Житловий район
На острові є невеликий житловий район з приблизно 260 будинками, переважно зосереджений у східній частині, на островах Вард і Алґонкін. Закон про управління житловою спільнотою на островах Торонто має суворі юридичні вимоги, які обмежують купівлю, продаж та використання цих будинків. Крім того, на островах є школа, церква, пожежна команда, а також інші менші служби.
Пороми

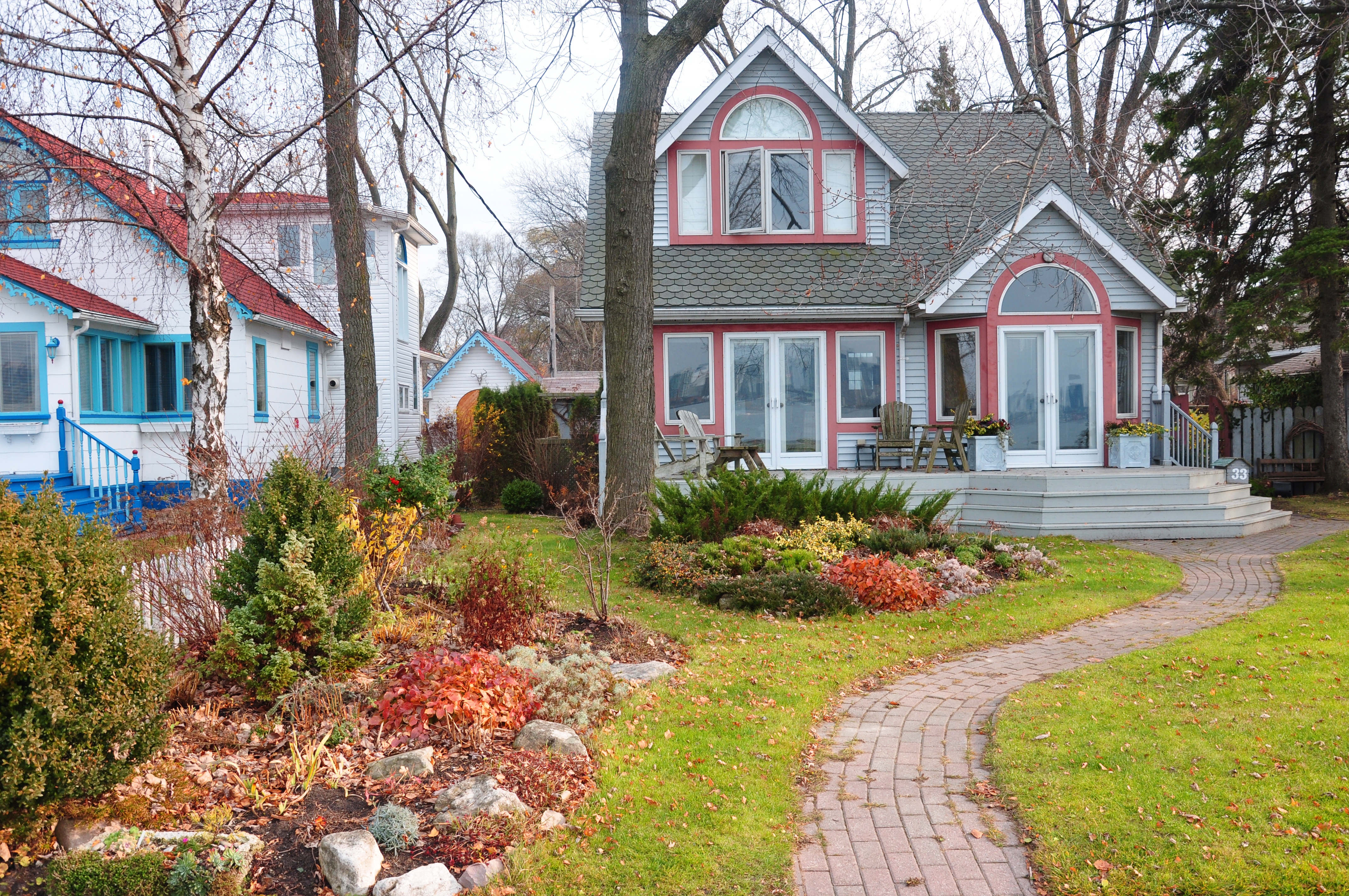
Один із сімейних будинків на острові Алгонкін

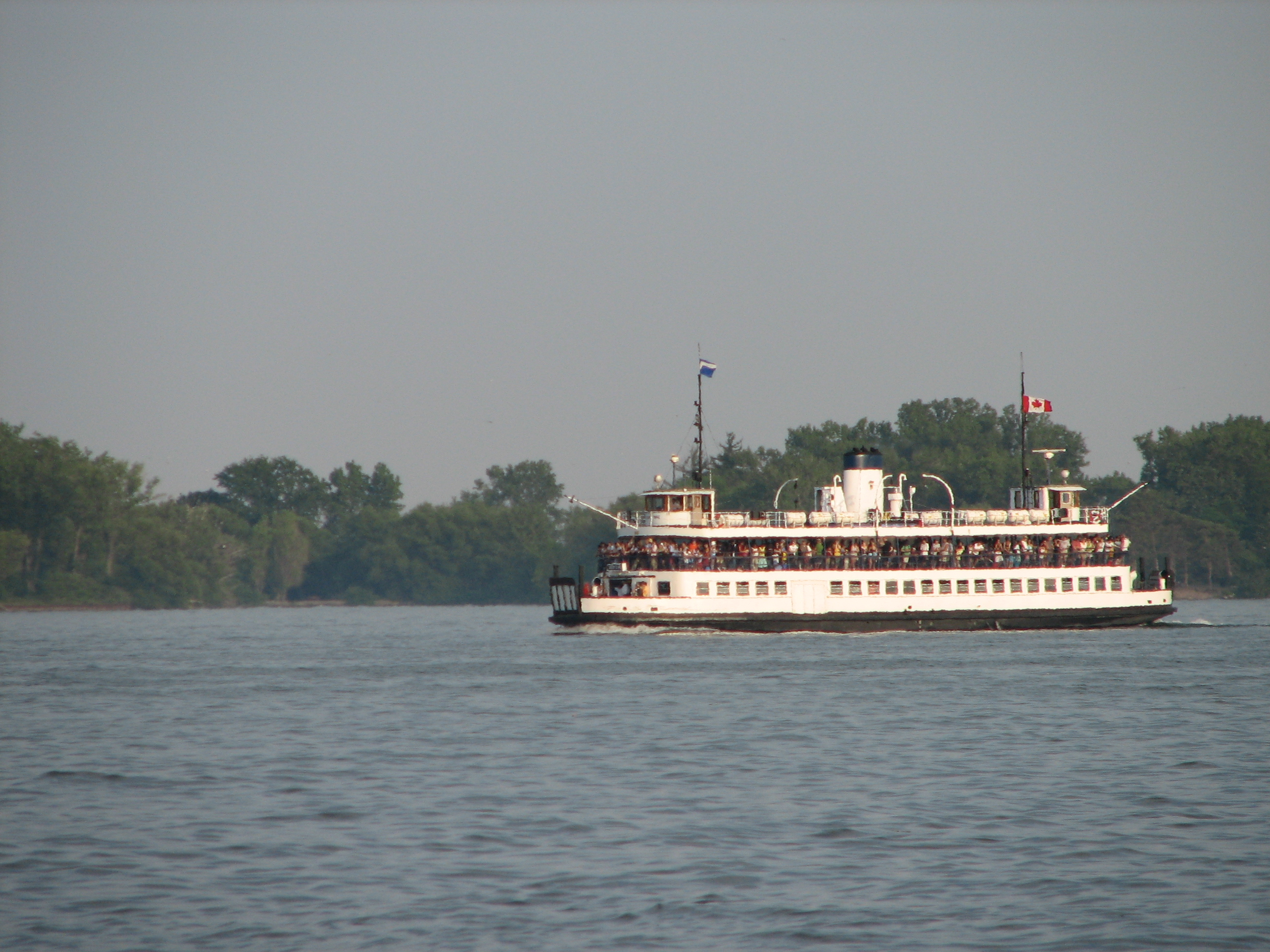
Один із поромів, що сполучають острови з материком

До островів можна дістатися лише на поромах і водних таксі. Є три поромні сполучення: Hanlan's Point, Center Island Park і Ward's Island обслуговуються з центрального пірсу району Гарборфронт. Також є поромне сполучення з аеродромом з Батгерст-стріт; альтернативним доступом є пішохідний тунель. Прямого доступу до аеропорту з території островів немає. Крім того, декілька яхт-клубів мають власний транспорт для членів та туристів.
Транспортна інфраструктура
Острови закриті для приватного моторизованого руху. Дороги на острові в основному асфальтовані, можна взяти напрокат велосипеди.

## Особистості
- Меттью Ферґюсон[en] (нар. 1973), канадський актор

## Вебпосилання
- Вебсайт спільноти острова Торонто(англ.), офіційний вебсайт громади
- Парк розваг Сентервіль(англ.), офіційний сайт парку
- Вебсайт Friends of Toronto Islands(англ.) — фан-база острова
- Toronto Island Video(англ.) — гарне відео про острів Торонто

 Вікісховище має мультимедійні дані за темою: Острови Торонто